# Rozbórz
Rozbórz is een plaats in het Poolse district  Przeworski, woiwodschap Subkarpaten. De plaats maakt deel uit van de gemeente Przeworsk en telt 2005 inwoners.